# Hlineč
Hlineč (németül: Lintsch) Bochov településrésze Csehországban a Karlovy Vary-i kerület Karlovy Vary-i járásában. Központi községétől 6 km-re délre fekszik. A 2001-es népszámlálási adatok szerint 6 lakóháza és 5 lakosa van.